# Kémoko Camara
Kémoko Camara (Conacri, 5 de abril de 1975) é um futebolista profissional guineense que atua como goleiro.

## Carreira
Kémoko Camara representou o elenco da Seleção Guineense de Futebol no Campeonato Africano das Nações de 2004, 2006 e 2008.

## Ligaçães externas
Kémoko Camara em National-Football-Teams.com